# Хюмашах-султан
Хюмаша́х Ханы́м-султа́н (осман. هوما شاه سلطانة‎, тур. Hümaşah Hanım Sultan; 1543/1544, Маниса — 1577, Стамбул) — единственный ребёнок шехзаде Мехмеда от его наложницы Айи-хатун; одна из двух любимых внучек султана Сулеймана I и Хюррем-султан.

## Биография
Хюмашах родилась в Манисе и была единственным ребёнком шехзаде Мехмеда (Энтони Олдерсон называет ее мать Айя-хатун, Йылмаз Озтуна её имени не указывает). Точная дата рождения неизвестна: так,  Олдерсон датирует её рождение 1543 годом, а Озтуна — 1544 годом; таким образом Хюмашах могла быть посмертной дочерью шехзаде Мехмеда. Вскоре после появления на свет и смерти отца Хюмашах была отправлена в султанский дворец в Стамбуле к её бабушке Хюррем-султан. Хюмашах была одной из двух любимых внучек Сулеймана I (другой была дочь Михримах-султан — Айше Хюмашах-султан). Мать Хюмашах после смерти Мехмеда вышла замуж за визиря Пертева-пашу. Их внучка Айше-хатун стала первой законной женой Османа II.
В первый раз вышла замуж в 1566/1567 году за Ферхата Мехмеда-пашу(1526—1575). До женитьбы на Хюмашах-султан Ферхат Мехмед-паша был агой янычар, а затем санджакбеем Кастамону. Перед свадьбой Ферхат получил пост визиря. Им с женой был выделен участок на территории Старого дворца (построенного Мехмедом), где они построили для себя дворец, соседствовавший с мечетью султана Баязида. По словам Печеви, Ферхат «обладатель прекрасного почерка, переписывал от руки копии Благородного Корана и продавал их по хорошей цене. Один из Благородных Мусхафов, написанных его рукой, по сей день хранится в гробнице покойного Султана Баязида».
После смерти Ферхата Мехмеда-паши 25 августа 1575 года Хюмашах вышла замуж за Лалу Мустафу-пашу. В этом браке родился один сын.
Йылмаз Озтуна и Мехмед Сюрейя утверждали, что после смерти Лала Мустафы-паши в 1581 году она в третий раз вышла замуж за Гази Мехмеда-пашу (?—1592), брата Ибрагима-паши.
Хюмашах умерла в Стамбуле. Время смерти точно не известно. По версии Мехмеда Сюрейи, Хюмашах умерла в правление Мурада III (1574—1595); Озтуна указывает датой смерти 1582 год, но, по словам историка И. Пазана, Сейид Локмандатировал смерть Хюмашах "после 25 мая 1577 года" (7 Раби аль-Авваля 985 г. Х.). 
Похоронена в мечети Шехзаде в тюрбе отца.

## Дети
В браке с Ферхатом-пашой Хюмашах родила нескольких детей, исследователи называют разное их количество и имена: 
- Дочь[2][12].
- Дочь[2][12].
- Султанзаде Хюсню-бей[1][2][6][12].
- Султанзаде Осман-бей[6][12] (1571—1626[2] или 1630[1][2]) — санджакбей Болу, погиб у Багдада[2].
- Дочь[2].
- Дочь[2].
- Фатьма Ханым-султан (1567 — 29 июня 1588)[1][2][12] — была замужем за санджакбеем Кастамону Meхмед-беем (ум. 1586)[6].
- Султанзаде Ибрагим-паша[6][12] (? — погиб в 1601/2)[1][2] — бейлербей. Имел сына Мустафу-пашу (родился в Боснии, умер в 1636 году), который служил мюдеррисом, затем бейлербеем[2].
- Султанзаде Мустафа-ага[6][13] (1568/69—1593)[1][2] — санджакбей Белграда, каллиграф. Имел сына Сулейман-бея, умершего в 1655 году[2][6], сыновей Ахмеда, Мустафу и Исмаила[6].
- Хаджи-бей (? - ум. 1627[1])[12], бейлербей Сарухана. Й. Озтуна считал его внуком Хюмашах и сыном Фатьмы Ханым-султан[2].
- Хасан-бей (? - ум. 1603[1])[12]
- Сулейман-бей[1].
- Мехмед-бей[12].
- Махмуд-ага[13].

В браке с Лала Мустафой-пашой родился только один ребёнок — султанзаде Абдулбаки-бей.